# Comuna Kiruna
Kiruna (Kiruna kommun) este o comună din comitatul Norrbottens län, Suedia, cu o populație de 23.196 locuitori (2013).

## Geografie

### Zone urbane
Lista celor mai mari zone urbane din comună (anul 2015) conform Biroului Central de Statistică al Suediei:
| Nr | Zona urbană               | Pop.   |
| -- | ------------------------- | ------ |
| 1  | Kiruna                    | 17.037 |
| 2  | Tuolluvaara / Duollovárri | 979    |
| 3  | Vittangi                  | 791    |
| 4  | Jukkasjärvi               | 607    |
| 5  | Svappavaara               | 400    |
| 6  | Karesuando                | 280    |
| 7  | Kuttainen                 | 218    |

## Demografie
| \| Evoluția demografică în comuna Kiruna, 1970–2015 \| Evoluția demografică în comuna Kiruna, 1970–2015 \| Evoluția demografică în comuna Kiruna, 1970–2015 \| Evoluția demografică în comuna Kiruna, 1970–2015 \| Evoluția demografică în comuna Kiruna, 1970–2015 \| \| ----------------------------------------------------------------------------------------------------- \| ------------------------------------------------ \| ------------------------------------------------ \| ------------------------------------------------ \| ------------------------------------------------ \| \| An \| \| \| Locuitori \| \| \| 1970 \| 1970 \| \| 30639 \| 30639 \| \| 1975 \| 1975 \| \| 31194 \| 31194 \| \| 1980 \| 1980 \| \| 29705 \| 29705 \| \| 1985 \| 1985 \| \| 26862 \| 26862 \| \| 1990 \| 1990 \| \| 26149 \| 26149 \| \| 1995 \| 1995 \| \| 25826 \| 25826 \| \| 2000 \| 2000 \| \| 24314 \| 24314 \| \| 2005 \| 2005 \| \| 23135 \| 23135 \| \| 2010 \| 2010 \| \| 22944 \| 22944 \| \| 2015 \| 2015 \| \| 23178 \| 23178 \| \| Sursa: SCB - Statistika Centralbyrån, Folkmängd efter region, civilstånd, ålder och kön. År 1968–2016 \| \| \| \| \| |      |  |           |       |
| Evoluția demografică în comuna Kiruna, 1970–2015 |      |  |           |       |
| An |      |  | Locuitori |       |
| 1970 | 1970 |  | 30639     | 30639 |
| 1975 | 1975 |  | 31194     | 31194 |
| 1980 | 1980 |  | 29705     | 29705 |
| 1985 | 1985 |  | 26862     | 26862 |
| 1990 | 1990 |  | 26149     | 26149 |
| 1995 | 1995 |  | 25826     | 25826 |
| 2000 | 2000 |  | 24314     | 24314 |
| 2005 | 2005 |  | 23135     | 23135 |
| 2010 | 2010 |  | 22944     | 22944 |
| 2015 | 2015 |  | 23178     | 23178 |
| Sursa: SCB - Statistika Centralbyrån, Folkmängd efter region, civilstånd, ålder och kön. År 1968–2016 |      |  |           |       |